# Alpagut (Kızılcahamam)
Alpagut è un villaggio nel distretto di Kızılcahamam, provincia di Ankara, Turchia . Secondo un censimento del 2000, aveva una popolazione di 81 persone.